# Parque nacional de Grand Teton
El Parque Nacional Grand Teton (en inglés Grand Teton National Park) es un parque nacional de los Estados Unidos situado al noroeste del estado de Wyoming, al sur del parque nacional de Yellowstone. Junto con los bosques que lo rodean forman el gran espacio protegido del Gran Ecosistema de Yellowstone, uno de los ecosistemas mundiales de latitudes templadas más grandes del mundo que se conservan intactos.  
Fue declarado parque nacional el 26 de febrero de 1929. Abarca un área de 1 255 km². Su punto culminante es el Grand Teton, con 4 197 m de altitud.
La historia humana de la región de Grand Teton se remonta por lo menos 11 000 años, cuando los primeros nómadas cazadores-recolectores paleoindios comenzaron a emigrar a la región durante los meses más cálidos en busca de alimentos y suministros. En el siglo XIX, los primeros exploradores blancos se encontraron con los indígenas Shoshone del este. Entre 1810 y 1840, la región atrajo a empresas de comercio de pieles que competían por el control del lucrativo comercio (hoy ilegal) de pieles de castor . Las expediciones del gobierno estadounidense a la región comenzaron en la mitad del siglo XIX como una rama de la exploración de Yellowstone. Los primeros colonos blancos se establecieron  en Jackson Hole en la década de 1880.
Los esfuerzos para preservar la región como parque nacional comenzaron en el siglo XIX, lo que se consiguió en 1929 con la protección de los principales picos de la Cordillera Teton. El valle de Jackson Hole permaneció como propiedad privada hasta la década de 1930, cuando los conservacionistas dirigidos por John D. Rockefeller, Jr. comenzaron la compra de tierras en Jackson Hole para añadirlas al parque nacional ya existente. En contra de la opinión pública y con repetidos esfuerzos del Congreso para rechazar las propuestas, gran parte de Jackson Hole fue separado del parque y establecido como Monumento Nacional aparte en 1943. En 1950 fue eliminado y la mayor parte del terreno fue añadido al parque nacional Grand Teton.

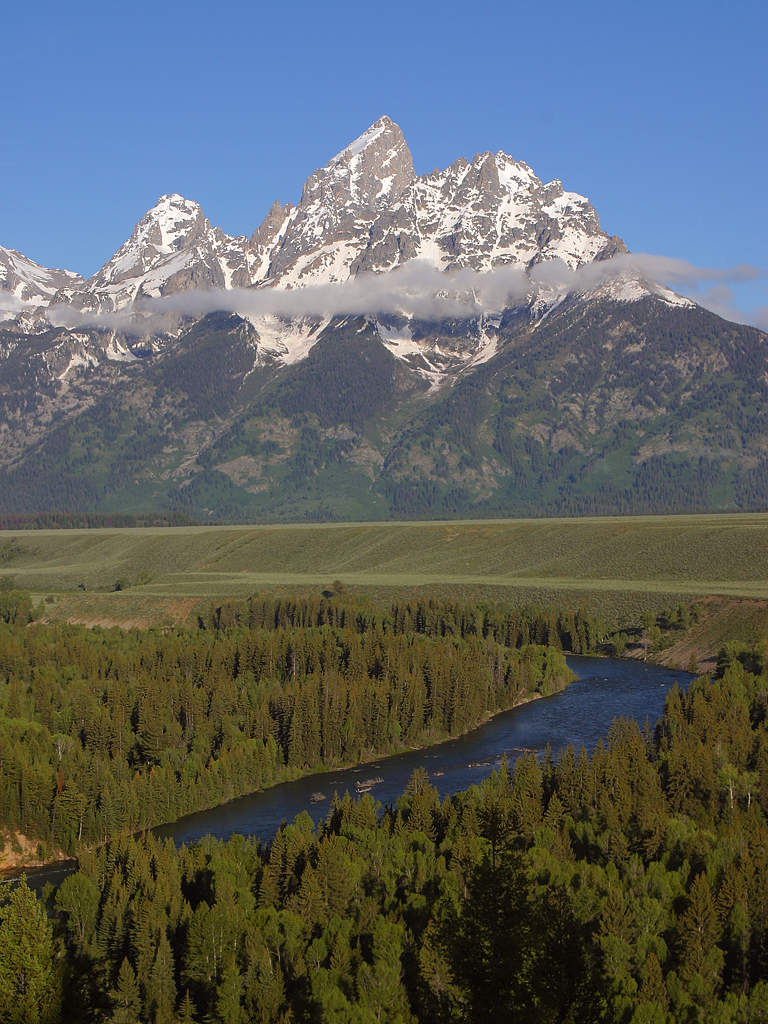
Grand Teton.

El nombre de las montañas se atribuye a los tramperos francófonos de principios del siglo XIX-les trois tétons- (los tres pezones). Más tarde se acortó y adaptó al inglés como Tetons. La montaña principal, el Grand Teton (13,775ft)(4199 m), se eleva abruptamente más de 7000 pies (2100 m) sobre Jackson Hole, y es casi 850 pies (260 m) más alto que el Monte Owen, la segunda cumbre más alta de la cordillera. El parque cuenta con numerosos lagos, incluyendo el Jackson Lake, de 15 millas de largo (24 km), así como de ríos de diferentes longitudes y de la principal rama superior del río Snake. Aunque en estado de retroceso, una docena de glaciares pequeños persisten en las partes altas de los picos mayores de la cordillera. Algunas de las rocas del parque son las más antiguas encontradas en ningún parque nacional de Estados Unidos y se han datado en casi 2700 millones de años.
Grand Teton National Park es un ecosistema casi prístino y todavía se pueden encontrar allí las mismas especies de flora y fauna que han existido desde tiempos prehistóricos. Existen más de 1000 especies de plantas vasculares, docenas de especies de mamíferos, 300 especies de aves, más de una docena de especies de peces y algunas especies de reptiles y anfibios. Debido a varios cambios en el ecosistema, algunos de ellos de origen humano, se han hecho esfuerzos para incrementar la protección de algunas especies de peces autóctonos y del pino de corteza blanca cada vez más amenazado.
Grand Teton National Park es un destino popular para el montañismo, el senderismo, la pesca y otras formas de disfrutar del ocio. Hay más de 1000 cámpines accesibles en coche y más de 200 millas (320 km) de senderos que permiten acceder a zonas de acampada salvajes. De fama mundial en la pesca de la trucha, el parque es uno de los pocos lugares para pescar la trucha degollada del río Snake. Grand Teton tiene varios centros de visitantes con servicio al hotel en diversas partes del parque nacional y concesiones para moteles, albergues, estaciones de servicio y puertos deportivos de propiedad privada.